# Claptone
Claptone (...) è un disc jockey e produttore discografico tedesco.
Si fa conoscere nel 2013 col brano No Eyes, composto in collaborazione con Jaw del gruppo dOP.
Secondo  la rivista The Jazz Line, è in parte responsabile del successo dell'album Liquid Spirit di Gregory Porter.
L'album ottenne il disco d'oro nel Regno Unito dopo la diffusione nell'emissione Essential Mix di BBC Radio 1 del remix del titolo eponimo.
Claptone è solito indossare una maschera dorata a forma di becco per mantenere il mistero sulla sua identità.

## Discografia

### Album
- 2015 – Charmer
- 2017 – The Masquerade Mixes
- 2018 – Fantast
- 2021 – Closer[1]